# 금의위: 혈지도
《금의위: 혈지도》(중국어: 捕快: 血之刃, 영어: Blade of Enforcer)는 2016년 공개한 중국의 액션 영화이다.

## 줄거리
한낱 관아 하인이던 ‘오구’는 지명 수배범인 ‘강호대도’를 우연히 잡게 되고, 그 공으로 포두의 자리를 얻게 된다. 여러 해가 지나고 ‘승봉’이 신입 포쾌로 들어오게 되는데, 탐관오리에 맞서 반란을 일으킨 사수현 포두를 비겁하게 죽이는 ‘오구’의 모습을 보고 분개 ‘승봉’은 ‘오구’를 죽이고 공을 가로채 후임 포두가 된다. 반란 척결의 공을 가로챈 '외눈 쌍검' 승봉, 지명 수배범을 우연히 잡은 '소리 없는 개' 오구, 모두 영웅으로 칭송받지만 모두 허상일 뿐. 다시 여러 해가 지나고, 삼향현에 무림강호가 나타나면서 ‘승봉’에게도 위기가 닥쳐 오는데...

## 출연진
- 고관충
- 장송지